# Ехреште
Ехреште (рум. Ehrește) — село у повіті Сучава в Румунії. Входить до складу комуни Бродіна.
Село розташоване на відстані 381 км на північ від Бухареста, 70 км на захід від Сучави.

## Населення
За даними перепису населення 2002 року у селі проживала 151 особа.
Національний склад населення села:
| Національність | Кількість осіб | Відсоток |
| -------------- | -------------- | -------- |
| українці       | 130            | 86,1%    |
| румуни         | 21             | 13,9%    |

Рідною мовою назвали:
| Мова       | Кількість осіб | Відсоток |
| ---------- | -------------- | -------- |
| українська | 130            | 86,1%    |
| румунська  | 21             | 13,9%    |